# Stafford (Texas)
Stafford és una població dels Estats Units a l'estat de Texas. Segons el cens del 2000 tenia 15.681 habitants.

## Demografia
Segons el cens del 2000, Stafford tenia 15.681 habitants, 5.865 habitatges, i 4.035 famílies. La densitat de població era de 867,4 habitants per km².
Dels 5.865 habitatges en un 38,5% hi vivien nens de menys de 18 anys, en un 52,8% hi vivien parelles casades, en un 12,2% dones solteres, i en un 31,2% no eren unitats familiars. En el 25,4% dels habitatges hi vivien persones soles el 2,5% de les quals corresponia a persones de 65 anys o més que vivien soles. El nombre mitjà de persones vivint en cada habitatge era de 2,67 i el nombre mitjà de persones que vivien en cada família era de 3,27.
Per edats la població es repartia de la següent manera: un 27,9% tenia menys de 18 anys, un 9,9% entre 18 i 24, un 38,5% entre 25 i 44, un 18,8% de 45 a 60 i un 4,9% 65 anys o més.
L'edat mediana era de 31 anys. Per cada 100 dones de 18 o més anys hi havia 93,1 homes.
La renda mediana per habitatge era de 50.323 $ i la renda mediana per família de 58.736 $. Els homes tenien una renda mediana de 41.270 $ mentre que les dones 31.761 $. La renda per capita de la població era de 22.803 $. Aproximadament el 5,4% de les famílies i el 6,6% de la població estaven per davall del llindar de pobresa.

## Poblacions més properes
El següent diagrama mostra les poblacions més properes.